# Wetzlar
Wetzlar je bývalé svobodné říšské město v německé spolkové zemi Hesensku. V dubnu 2005 žilo ve městě 53 000 obyvatel. Město je situováno severně od měst Frankfurt nad Mohanem a Wiesbaden. Známé je především neporušenou částí Staré město (Altstadt), které bylo jako jedno z mála ušetřeno bombardování za druhé světové války.

## Geografie
Wetzlar je v okrese Lahn-Dill ve středním Hesensku na řece Lahn, nedaleko od místa, kde mění směr svého toku z jižního na západní ve vysočině poblíž ústí přítoku Dill. Toto město leží jižně od pohoří Taunus, na severo-západě Lahn-Dill začíná Westerwald, severo-východně od Lahn-Dill leží Rothaargebirge. Nejvyšším bodem v okolí je Stoppelberg, 401 m nad mořem.
Sousedy Wetzlaru jsou Gießen 12 km proti proudu řeky Lahn, Koblenz 80 km po proudu, Limburg an der Lahn 40 km na západ, Siegen 50 km na severozápad, Dillenburg 30 km na sever, Marburg 30 km na severovýchod a Frankfurt nad Mohanem 60 km jižně.
Wetzlar a Gießen jsou dvě centra této malé aglomerace (má asi 200 000 obyvatel) uprostřed Hesenska. V nížinách Lahnu a Dillu, je stále více městských oblastí, které se propojují s Wetzlarem. Vysočiny na severozápad, severovýchod a jih od Wetzlaru jsou zalesněné a velmi řídce osídlené.

## Dějiny
Vznik města je neznámý, ale už v roce 897 byl na místě Wetzlaru postaven kostel. V roce 1180 se stal Wetzlar svobodným říšským městem (německy: Freie Reichsstadt), což znamenalo, že bylo v rámci Svaté říši římské národa německého fakticky nezávislým státem. Později byl vybudován klášter Řádu menších bratří.
K obraně své nezávislosti potřebovalo město značné částky peněz. To vedlo k jeho úpadku roku 1370, kvůli němuž musela být například zastavena již započatá výstavba katedrály. Tato krize skončila až tehdy, kdy město umožnilo přistěhovalectví mnoha valonských uprchlíků roku 1586.
Masivní růst města byl povzbuzen v roce 1693, kdy byl ze Špýru do Wetzlaru přemístěn Říšský komorní soud (Reichskammergericht). Na tomto soudu působil krátkou dobu Johann Wolfgang Goethe jako koncipient (tehdy ještě bez šlechtického titulu). Jeho pobyt v tomto městě mu byl inspirací pro napsání románu Utrpení mladého Werthera.
Wetzlar byl nucen vzdát se svého postavení jako říšského svobodného města v roce 1803 a následně byl získán do majetku kurfiřtským dómem v Mohuči. Svatá říše římská byla rozpuštěna v roce 1806, zanikl i Říšský komorní soud a město se propadlo do své druhé zásadní hospodářské krize. Vídeňský kongres (1815) rozhodl o připojení města k Prusku, i když Wetzlar nebyl s Pruskem nijak geograficky spojen (exkláva).
K zavedení železnice došlo v roce 1862, vedlo to k zakládání mnoha továren včetně prominentního optického průmyslu.
Staré Město (Altstadt) bylo ušetřeno bombardování za druhé světové války, nicméně jiné oblasti města byly válkou těžce postiženy.
Po druhé světové válce se stal součástí spolkové země Hesensko. V roce 1977 se město Gießen a 14 dalších obcí sloučilo do nového města Lahn, to ale bylo o dva roky později zrušeno kvůli silným protestům proti sdružení.

## Obvody
Wetzlar je rozdělen do 8 obvodů (Stadtteile):
- Blasbach
- Dutenhofen
- Garbenheim
- Hermannstein
- Münchholzhausen
- Nauborn
- Naunheim
- Steindorf

## Hospodářství
Základem wetzlarské ekonomiky je výroba v továrnách společností Leica (dříve Leitz) a Buderus, ale v optickém průmyslu je činných i mnoho jiných společností ve městě, jako je například producent fotoaparátů Minox a Zeiss (dalekohledy a objektivy). Tím se Wetzlar řadí mezi nejdůležitější centra německého optického průmyslu vedle Jeny a Oberkochenu.
Město leží na dálnicích A45 a A480 a má přístup k několika železničních tratí vedoucím k Frankfurtu, Kasselu, Kolínu nad Rýnem, Cáchám, Siegenu a Koblenzu.
Vzdálenost k frankfurtském letišti je cca 60 km.

## Vzdělání
Wetzlar nemá žádné vysoké školy, ale nachází se tu několik oddělení univerzity aplikovaných věd (polytechnike) Gießen-Friedberg. Nejbližší univerzita se nachází v Gießenu.

## Partnerská města
- Avignon, Francie
- Colchester, Spojené království
- Ilmenau, Německo
- Neukölln, Berlín, Německo
- Písek, Česko
- Schladming, Rakousko
- Siena, Itálie
- Windhoek, Namibie

## Galerie

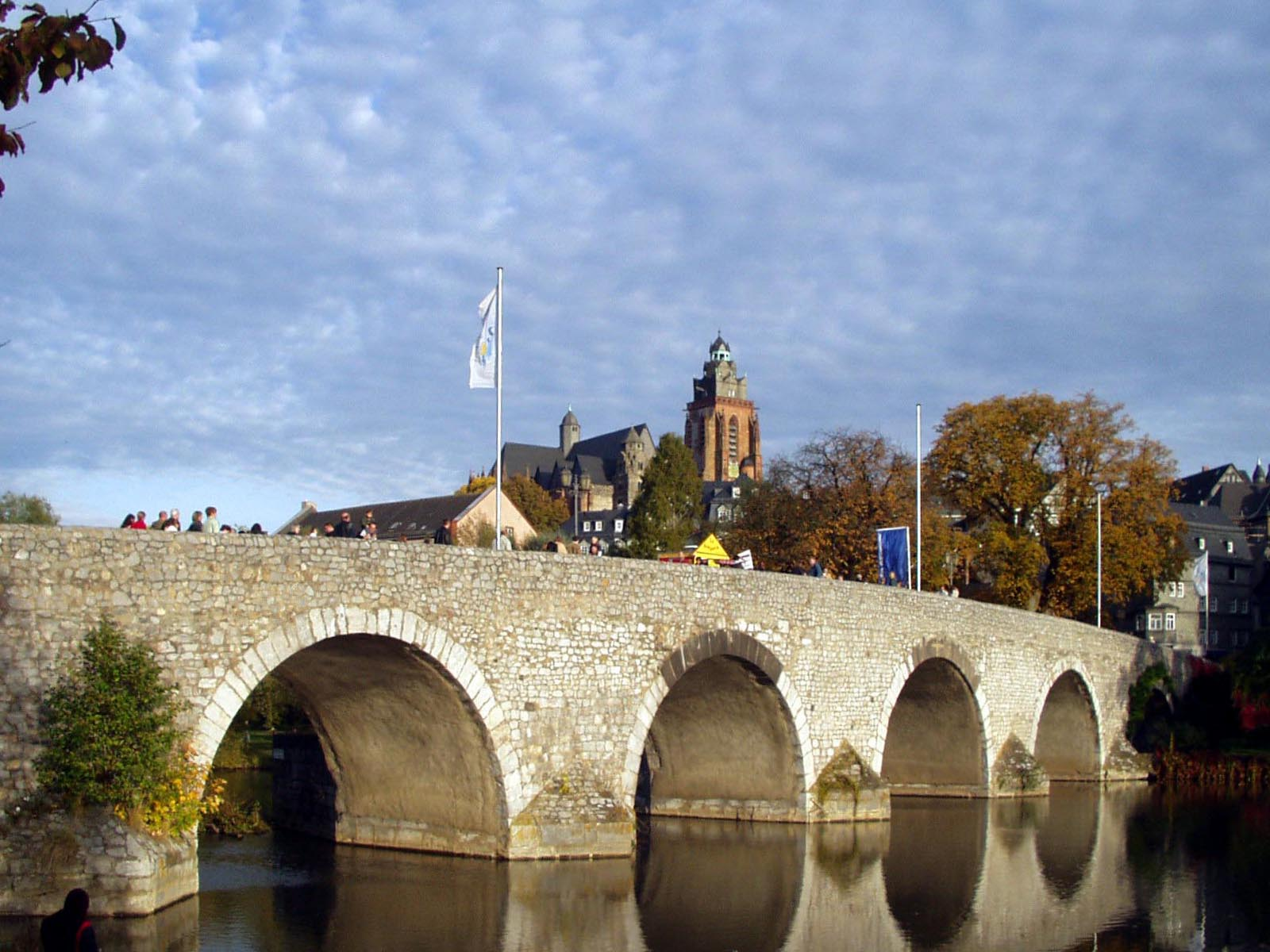
Most přes řeku Lahn ve Wetzlaru
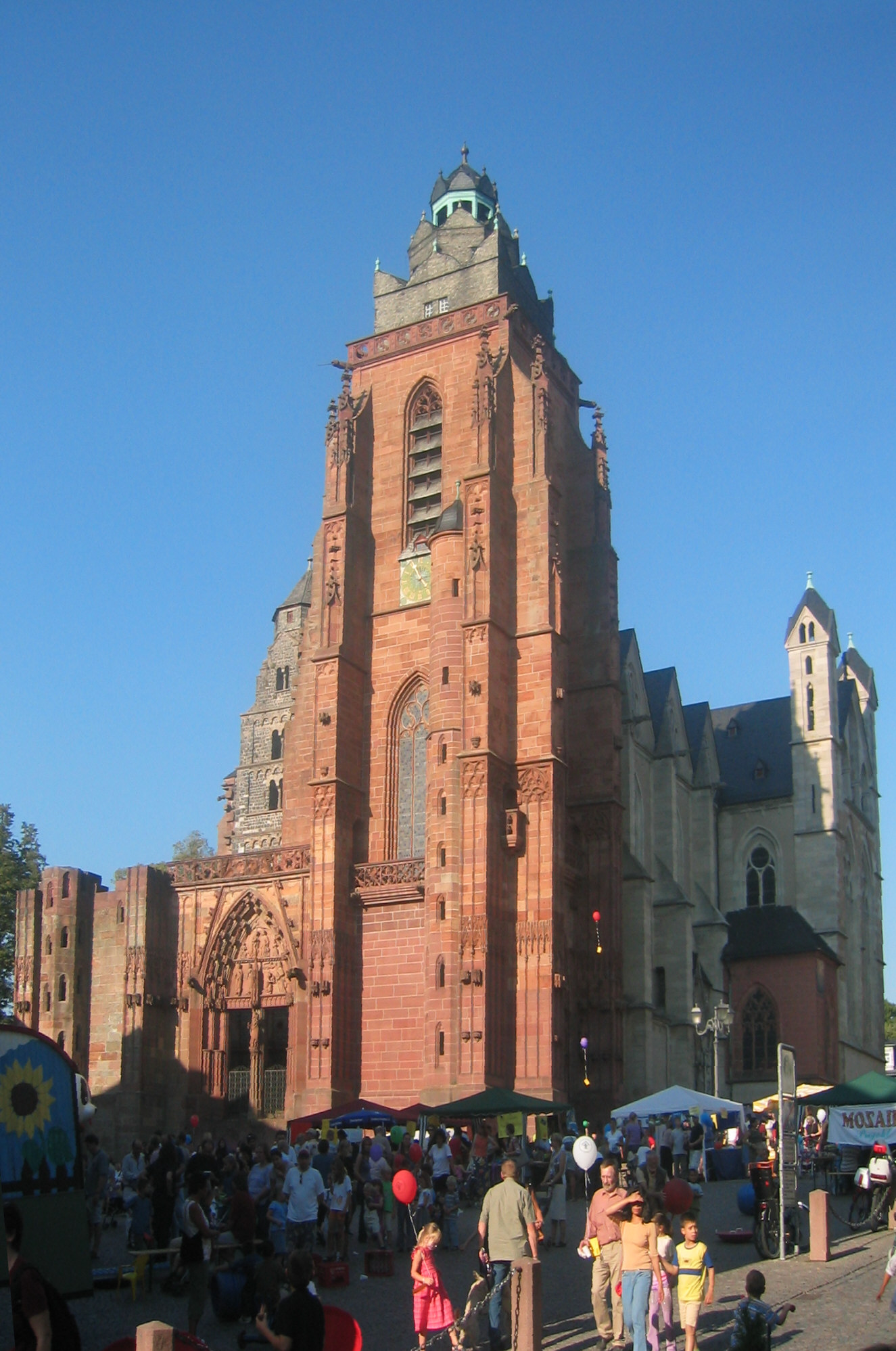
Katedrála ve Wetzlaru
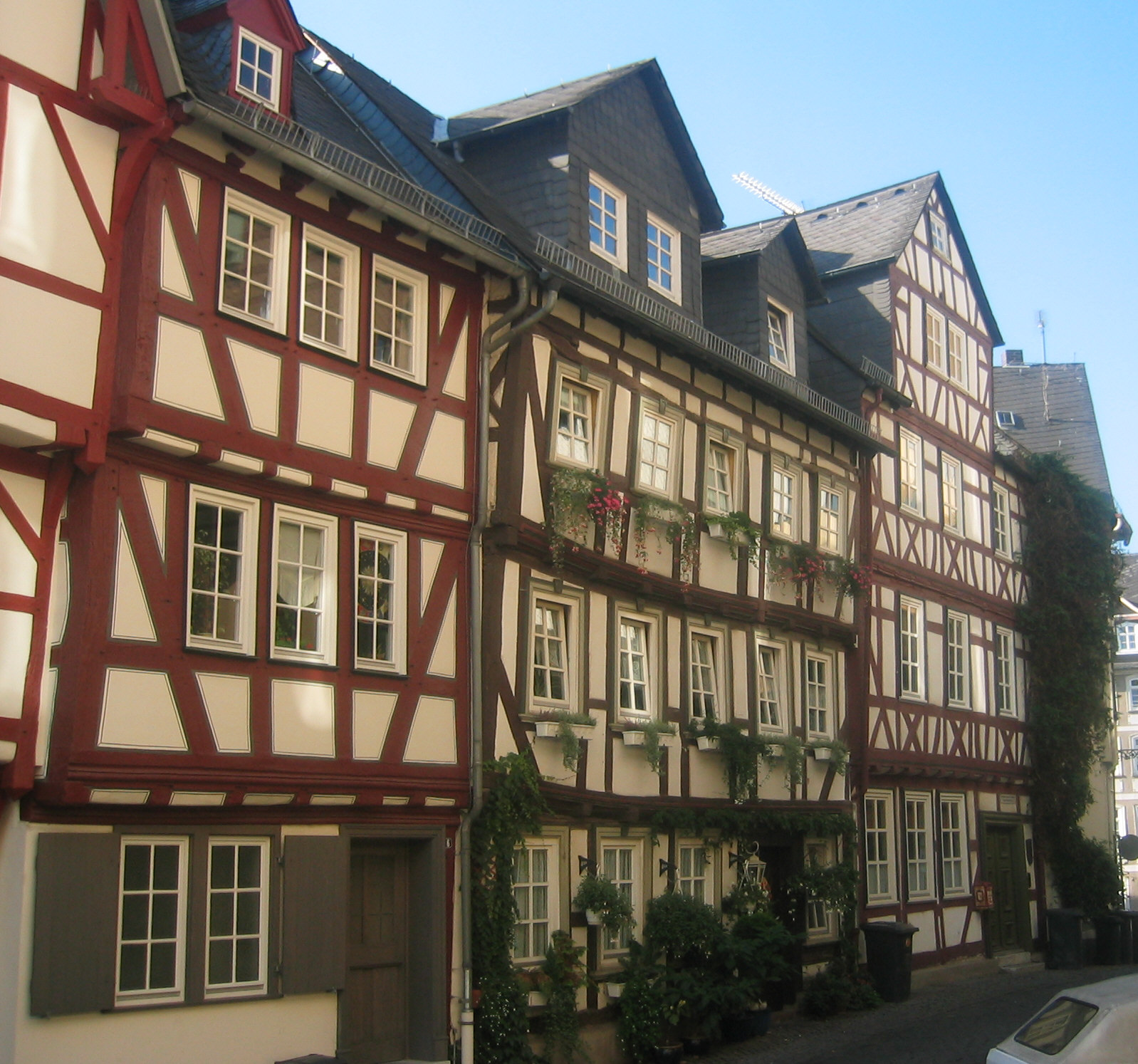
Staré město